# August Natterer

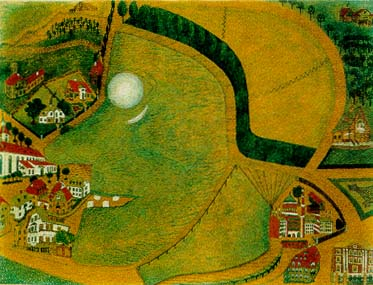
Hexenkopf (La testa della strega), c. 1915

August Natterer, noto anche con lo pseudonimo di Neter (Schornreute, 3 agosto 1868 – Rottenmünster, 7 ottobre 1933), è stato un pittore tedesco precursore ed esponente dell'Art brut affetto da schizofrenia.

## Biografia
August Natterer, a cui è stato dato lo pseudonimo di Neter dal suo psichiatra per proteggere lui e la sua famiglia dall'intenso stigma sociale associato alla malattia mentale all'epoca, nacque il 3 agosto 1868 a Schornreute vicino a Ravensburg, in Germania, figlio di un impiegato e il più giovane di nove figli. Natterer ha studiato ingegneria, si è sposato, ha viaggiato molto e ha avuto una carriera di successo come elettricista, ma è stato improvvisamente colpito da deliri e attacchi di ansia.  Il pesce d'aprile del 1907, ebbe un'allucinazione sul Giudizio Universale durante la quale "10.000 immagini balenarono in mezz'ora". Lo ha descritto come segue:
Ho visto un punto bianco nelle nuvole assolutamente vicino - tutte le nuvole si sono fermate - poi il punto bianco è scomparso e si è fermato tutto il tempo come una tavola nel cielo. Sulla stessa scacchiera o sullo schermo o sul palco ora si susseguivano immagini veloci come un lampo, circa 10.000 in mezz'ora ... Dio stesso si è verificato, la strega, che ha creato il mondo - tra visioni mondane: immagini di guerra, continenti, memoriali, castelli, castelli bellissimi, solo la gloria del mondo - ma tutto questo da vedere in immagini superne. Erano grandi almeno venti metri, nitide da osservare, quasi prive di colore come fotografie… Le immagini erano epifanie del Giudizio Universale. Cristo non ha potuto realizzare la salvezza perché è stato crocifisso presto. . . Dio me li ha rivelati per realizzare la salvezza.
Questo calvario ha portato a un tentativo di suicidio e al ricovero nel primo di quelli che sarebbero stati diversi manicomi, occupati durante i restanti ventisei anni della sua vita. Natterer da allora in poi ha sostenuto che era il figlio illegittimo di Napoleone Bonaparte e "Redentore del mondo". La visione aveva ispirato un'intensa produzione di disegni e dipinti, che documentavano tutte le immagini e le idee viste nella visione.
August Natterer morì di insufficienza cardiaca in un istituto vicino a Rottweil nel 1933.

## I dipinti

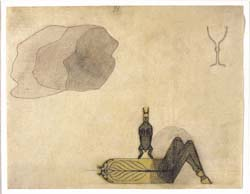
Weltachse mit Haase (Asse del mondo, con coniglio), 1919

Natterer è stato uno dei "maestri schizofrenici" delineati da Hans Prinzhorn nella sua opera che definisce il campo Artistry of the Mentally Ill . I suoi disegni sono tentativi di catturare le "10.000 immagini" della sua allucinazione del pesce d'aprile e sono sempre resi in uno stile chiaro e obiettivo, come quello di un disegno tecnico. Ciò potrebbe essere dovuto al suo background come elettricista.
Natterer una volta affermò che Asse del mondo, con coniglio, che può essere visto a destra, aveva predetto la prima guerra mondiale. Il coniglio rappresentava "l'incertezza della buona sorte. Cominciò a scorrere sul rullo... il coniglio fu poi trasformato in una zebra (rigata parte superiore) e poi in un asino (testa d'asino) di vetro. All'asino era appeso un tovagliolo; è stato rasato".
L’Oedipus Rex di Max Ernst è stato influenzato dall'opera di Natterer Pastore Miracoloso.